# Левый Мамонт
Левый Мамонт — река в Таймырском Долгано-Ненецком районе Красноярского края России. Длина — 39 км.

## Течение
Берёт начало в горах Бырранга на склоне безымянной сопки высотой 354 метра и течёт на восток. На 20 километре от устья, на высоте 188 метров, принимает левый приток, ручей Шумящий. Также принимает два безымянных притока: на 16-м и 10-м километрах. Ниже по течению принимает малый ручей Трёхозёрный, затем ручей Озёрный. Впадает в реку Мамонта слева, на 112 километре от устья.

## Характеристики
- При впадении ручья Шумящий, на высоте 188 м, Левый Мамонт имеет ширину 12 метров, глубину 0,5 м, твёрдый грунт дна[3].
- При впадении ручья Трёхозёрный, на высоте 158 м, река имеет ширину в 70 метров, глубину 0,6 м, каменистый грунт дна[4].
- У устья река течёт со скоростью 0,5 м/с.